# 瓦西里·季莫费耶维奇·谢尔吉延科
瓦西里·季莫费耶维奇·谢尔吉延科（1903年4月13日（26日）—1982年1月？日）陆军中将，是苏联内务人民委员部调查部门高级调查员、乌克兰苏维埃社会主义共和国内务人民委员部部长，1963年退休。

## 備注
1. ↑  俄語羅馬化：Vasiliy Timofeyevich Sergiyenko
2. ↑  烏克蘭語羅馬化：Vasyl Tymofiiovych Serhiienko